# Erste Portugiesische Republik
Unter der ersten Republik versteht man in der Geschichte Portugals den Zeitraum von 1910 (Abschaffung der portugiesischen Monarchie) bis 1926 (Militärputsch des Generals Gomes da Costa) und der Errichtung des Estado Novo.

## Vorgeschichte: Die Agonie der Monarchie

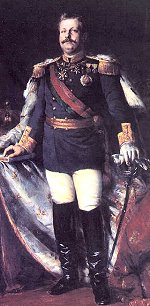
König Karl I. von Portugal – er starb 1908 bei einem Attentat

Im Jahr 1861 war mit König Peter V. der letzte im Volk wirklich beliebte König jung und unerwartet an einer Fieberepidemie gestorben. Seinen beiden Nachfolgern Ludwig I. und Karl I. gelang es nicht, die Sympathien ihrer Untertanen für sich zu gewinnen.
1873 wurde im benachbarten Spanien nach der Abdankung von Amadeus von Savoyen die Republik ausgerufen. Diese Entwicklungen hatten auch ihre Auswirkungen auf Portugal, die Anhänger der Republik fühlten sich gestärkt und gründeten 1876 die erste Republikanische Partei. Die konservative Regierung von António Maria de Fontes Pereira de Melo von der Regenerationspartei nahm das neue politische Phänomen zu Anfang nicht richtig ernst, ja unterstützte z. T. sogar die Kandidaturen republikanischer Kandidaten, da sie hoffte, so ihre Hauptgegner von der Progressiven Partei zu schwächen.
Eine Reihe von Krisen (so z. B. eine außenpolitische Krise mit England wegen sich widersprechender Kolonialansprüche im südlichen Afrika, die deutlich die Schwäche des portugiesischen Staates demonstrierte) und wirtschaftliche Probleme (Staatsbankrott 1891) führten zu einem Anwachsen republikanischer Strömungen, die innerhalb kurzer Zeit zum Massenphänomen wurden. 1881 erschien die Zeitung O Século („das Jahrhundert“) zum ersten Mal, die Republikaner verfügten damit auch über ein publizistisches Sprachrohr.
Die Reaktion der Regierung und der Monarchen schwankte zwischen hilflosem Entgegenkommen und autoritärer Härte. 1888 wurde mit Teófilo Braga, dem späteren ersten Präsidenten, zum ersten Mal ein republikanischer Abgeordneter in die Cortes, das portugiesische Parlament gewählt. Auch wenn das Wahlsystem die Republikaner stark benachteiligte, u. a. da das Wahlrecht an einen gewissen Mindestbesitz gebunden und deshalb überhaupt nur ein sehr kleiner Teil der Bevölkerung wahlberechtigt war, gelang es den Republikanern seitdem ständig, durch einige Abgeordnete im Parlament vertreten zu sein.

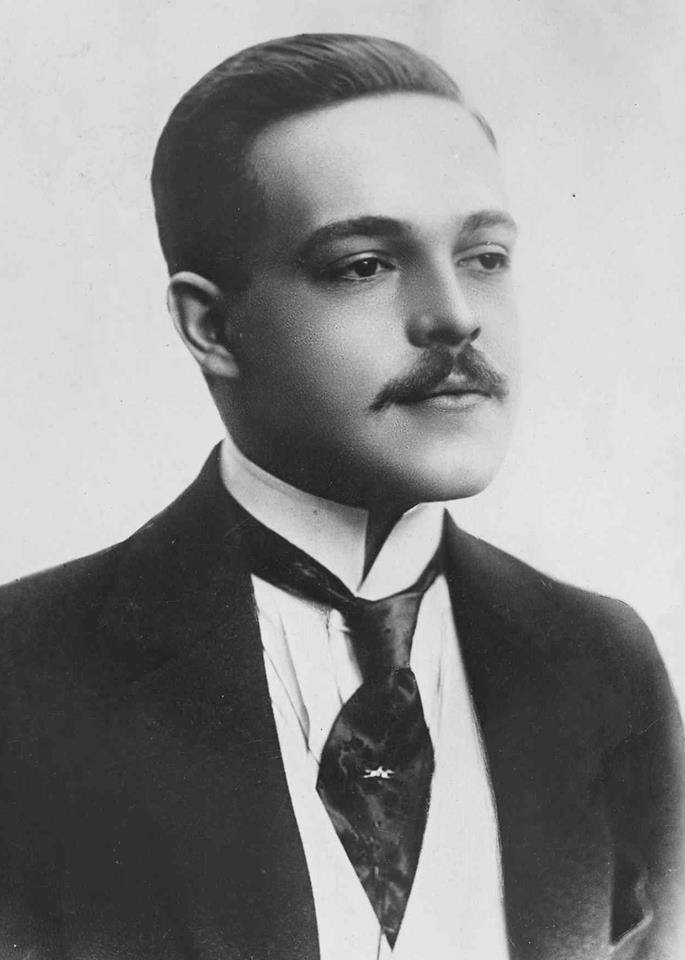
Emanuel II., der letzte König Portugals

Die innenpolitische Krise spitzte sich zu, als die Regierung von João Franco (1906–1908) nach einer anfänglich konzilianten Haltung gegenüber den Republikanern zunehmend autoritärer wurde und sie durch Pressezensur und Verhaftungen zu verfolgen begann. Die Krise erreichte ihren Höhepunkt, als am 1. Februar 1908 König Karl und sein Thronfolger Ludwig Philipp in Lissabon einem Attentat zum Opfer fielen. Der neue König Emanuel II. versuchte es wieder mit einer liberaleren Politik, viele der antirepublikanischen Maßnahmen des João Franco wurden zurückgenommen. Es war jedoch zu spät.
Neben ihrer eigenen Stärke half den Republikanern auch die Schwäche der Monarchisten. Diese waren untereinander heillos zerstritten, was den Republikanern natürlich in die Hände spielte. Zu den traditionellen Meinungsverschiedenheiten zwischen den beiden großen Parteien der Monarchie, der Regenerationspartei und der Progressiven Partei, kamen noch Streitigkeiten innerhalb der politischen Lager. Beide Parteien teilten sich in der Endphase der Monarchie in verschiedene sich feindlich gegenüberstehende Strömungen, ein Teil der Mitglieder der Progressiven Partei wanderte sogar in das Lager der Republikaner ab.

## Übergang von der Monarchie zur Republik
1909 setzten sich auf dem Parteikongress der Republikanischen Partei die radikalen Kräfte durch, die bewaffnete Revolution war nun das offizielle Ziel der Partei. Am 3. Oktober 1910 wurde Miguel Bombarda, ein Psychiater und Vordenker der republikanischen Bewegung, von einem psychisch kranken ehemaligen Patienten ermordet. Auch wenn die Tat anscheinend keinen politischen Hintergrund hatte, führte sie zu Aufständen in Lissabon und anderen großen Städten des Landes.
Am 5. Oktober 1910 wurde um 9 Uhr morgens vom Balkon des Lissaboner Rathauses die Republik ausgerufen; später am selben Tag wurde eine provisorische Regierung unter Führung des Republikaners Teófilo Braga gebildet.
Braga war überzeugter Republikaner und bereits ein bedeutender Schriftsteller, Intellektueller und Literaturwissenschaftler. Mit seiner Berufung an die Spitze der provisorischen Regierung hatte man gehofft, eine überparteiliche Regierung bilden zu können.
Die neue Regierung war strikt antiklerikal, sämtliche Jesuitenklöster wurden aufgelöst, die Gefängnisse in Lissabon füllten sich mit katholischen Priestern und Ordensbrüdern. König Manuel II. verließ das Land und erreichte am 17. Oktober 1910 sein Exil in England. Der Religionsunterricht wurde verboten, ebenso alle religiösen Bezüge bei Staatsakten, die Adelstitel wurden aufgehoben. Der apostolische Nuntius verließ unter Protest Lissabon. Das Tragen religiöser Ordenskleidung in der Öffentlichkeit wurde verboten, die Zivilehe und die Ehescheidung wurden eingeführt.
Nach Wahlen zur verfassunggebenden Nationalversammlung 1911, bei denen das Wahlrecht zum ersten Mal auf alle erwachsenen männlichen Portugiesen ausgedehnt wurde und die die Republikanische Partei mit großer Mehrheit gewann, wurde eine neue Verfassung verabschiedet. Die Monarchie wurde nun auch offiziell beendet, ein Zweikammerparlament wurde gegründet. Die Verfassung sah keine direkte Wahl des Präsidenten durch das Volk vor, der Präsident sollte vielmehr vom Parlament gewählt werden. Er hatte auch nicht die Befugnis, das Parlament aufzulösen. Mit der Verabschiedung der Verfassung endete die provisorische Regierung Teófilo Bragas, Manuel de Arriaga wurde erster verfassungsmäßiger Präsident der Republik.

## Manuel de Arriaga; Putsch und Diktatur der Schwerter
Unter Manuel de Arriagas Präsidentschaft wurde João Chagas erster Ministerpräsident. Seine Regierung hielt allerdings nur drei Monate, bereits im Dezember 1911 übernahm die zweite republikanische Regierung unter Augusto de Vasconcelos die Macht. Ebenfalls bereits 1911 erlebte das Land den ersten monarchistischen Aufstand, der allerdings niedergeschlagen werden konnte. In Porto und Lissabon wurden Universitäten gegründet, das jahrhundertealte Monopol der Universität von Coimbra war damit gebrochen.
Mit dem „Gesetz der Trennung“ (lei da separação) wurde die Trennung von Staat und Kirche festgeschrieben. Das Gesetz versuchte allerdings auch, die katholische Kirche der Aufsicht des Staates zu unterstellen und führte so automatisch in den Gegensatz mit dem Vatikan. In einer eigenen Enzyklika „Iamdudum in Portugal“ (24. Mai 1911) verdammte der Vatikan das neue Gesetz. Später wurden auch die diplomatischen Beziehungen zum Vatikan abgebrochen. Die Kirchenfrage sollte die ganze Politik der frühen Republik bestimmen.
Streiks wurden legalisiert, eine Streikwelle erschütterte das Land und entfremdete so das Bürgertum der neuen Republik. Afonso Costa, der den radikalen Flügel der Republikanischen Partei anführte, gelang es, sich auf dem Parteitag vom Oktober 1911 durchzusetzen. Die Republikanische Partei benannte sich in Demokratische Partei (PD) um und wurde fortan von Costa geführt. Besonders der harte Antiklerikalismus Costas rief auch innerhalb der Partei viel Kritik hervor. Im Februar 1912 verließ António José de Almeida, der mit der neuen Richtung der Partei nicht einverstanden war, zusammen mit einigen gemäßigten Anhängern die Demokratische Partei und gründete die Evolutionisten (PRE). Zwei Tage später verließ auch Brito Camacho die Demokraten und gründete die Unionistische Partei. Damit hatte sich die alte Republikanische Partei in drei Strömungen gespalten. Die Demokraten standen für den linken, radikalen Teil des Parteienspektrums, die Unionisten markierten das Zentrum, die Evolutionisten die gemäßigten Konservativen.
Wahlbetrug war an der Tagesordnung. Da das Parlament nicht aufgelöst werden konnte, wechselten sich instabile Regierungen in rascher Folge ab. Zwischen 1910 und 1926 hatte die Republik 45 Regierungen.
Am 8. Juli 1912 kam es mit einem Angriff auf Chaves zum zweiten monarchistischen Aufstand, angeführt von Hauptmann Henrique Mitchell de Paiva Couceiro. Die beiden verfeindeten Linien des Königshauses, die Anhänger des Hauses Braganza (Legitimisten), die einem Abkömmling des nach dem Miguelistenkrieg ins Exil gezwungenen Königs Michael die Treue hielten, und die Anhänger des Hauses Sachsen-Coburg und Gotha (Konstitutionalisten), die den abgesetzten König Emanuel II. unterstützten, verbündeten sich im englischen Exil gegen die Republik (Vertrag von Dover). Der Aufstand wurde niedergeschlagen, die Anführer zu mehrjährigen Gefängnisstrafen verurteilt. 1913 kam die Demokratische Partei unter Afonso Costa an die Macht, die auch die Wahlen gegen Ende des Jahres gewann. In Lissabon verübten Monarchisten eine Reihe von Bombenattentaten. Im Juni 1913 erschütterte eine Streikwelle das Land, die Zentralen einer Reihe von Gewerkschaften wurden durch die Regierung geschlossen. Im Dezember 1914 übernahm Azevedo Coutinho, ebenfalls von der Demokratischen Partei, nach seinem Wahlsieg den Posten des Ministerpräsidenten.
Das Klima zwischen den politischen Parteien war zu diesem Zeitpunkt bereits vergiftet. Zusätzlich geschwächt wurde die Regierung noch durch die sehr kontrovers geführte Diskussion, ob Portugal auf Seiten der Entente in den Ersten Weltkrieg eintreten sollte.
Am 25. Januar 1915 kam es zu einem Militärputsch konservativer Armeekreise gegen die Regierung Azevedo Coutinho und die hinter ihr stehende Demokratische Partei des Afonso Costa. Auslöser waren die Verhandlungen, die die Regierung mit den Entente-Mächten über einen Eintritt Portugals in den Ersten Weltkrieg führte, und die antiklerikale Politik der Regierung.
Die Putschisten lösten das Parlament auf.
Am 28. Januar ernannte Präsident de Arriaga den Führer der Putschisten, General Joaquim Pimenta de Castro zum neuen Ministerpräsidenten. Die von ihm gebildete, vornehmlich aus Militärs bestehende Regierung (Diktatur der Schwerter – Ditadura das Espadas) regierte ohne Parlament durch vom Präsidenten gegengezeichnete Dekrete. Sie beendete die Verhandlungen mit der Entente und die kirchenfeindliche Politik der Vorgängerregierung.
Pimenta de Castro wurde am 14. Mai 1915 durch einen erneuten Putsch gestürzt. Träger dieses Putsches waren Offiziere, die den Demokraten und Afonso da Costa nahestanden. Eine Militärjunta übernahm kurzzeitig die Macht, dann wurde José Ribeiro de Castro, ein weiterer Militär, der den Demokraten nahestand, neuer Ministerpräsident. Durch den Sturz der Militärregierung wurde auch Präsident de Arriaga mitgerissen; er musste am 26. Mai zurücktreten, Teófilo Braga wurde erneut Übergangspräsident, bis eine neue Präsidentenwahl abgehalten werden konnte. Diese fand am 5. Oktober 1915 statt; zum neuen Präsidenten wurde Bernardino Machado gewählt.

## 1. Präsidentschaft Machados, Erster Weltkrieg

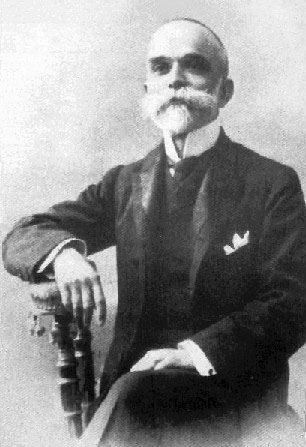
Bernardino Machado

Nach dem Sieg der Demokratischen Partei bei den Wahlen des Juni 1915 wurde Afonso Costa Ende November erneut Ministerpräsident. Er befahl im Februar 1916, alle deutschen Handelsschiffe in portugiesischen Gewässern zu beschlagnahmen, daraufhin erfolgte am 9. März 1916 die Kriegserklärung Deutschlands an Portugal, am 15. März folgte Österreich-Ungarn. Portugal trat damit offiziell in den Ersten Weltkrieg ein. Durch den Krieg gezwungen, bildete sich eine Koalitionsregierung, die sogenannte „Regierung der geheiligten Einheit“ (governo da sagrada união, nach dem französischen Vorbild der Union sacrée), in der alle Flügel der ehemaligen Republikanischen Partei vertreten waren. Ministerpräsident wurde der Evolutionist José de Almeida, Finanzminister Afonso Costa. Zwar weigerte sich Brito Camacho in die Regierung einzutreten, seine Unionisten spalteten sich aber, und ein Teil, geführt von Egas Moniz, unterstützte die neue Regierung.
Das von General Fernando Tamagnini geführte portugiesische Expeditionskorps in Frankreich traf im Februar 1917 in der bretonischen Hafenstadt Brest ein, wurde in Aire-sur-la-Lys im Département Pas-de-Calais stationiert und dem 11. Korps der 1. britischen Armee unter Oberbefehlshaber General Henry Horne angegliedert. Im Oktober 1917 bestand das Korps aus etwa 56.500 Soldaten. Bis Ende des Krieges fielen etwa 2.100 von ihnen, 5.200 wurden verletzt und 7.000 gerieten in Kriegsgefangenschaft.
Demonstrationen der Bauern gegen die Regierung führten im Mai 1917 zu zwei Toten in Porto, am 12. Juni 1917 wurde der Ausnahmezustand ausgerufen. In diese Zeit fielen auch die Marienerscheinungen von Fátima und die Gründung der republikanisch zentristischen Partei.
Die Soldaten an der Westfront machten mit einem Pamphlet, „der Rolle der Unehre“ (Rol de deshonra) auf sich aufmerksam, in dem den demokratischen Politikern Versagen vorgeworfen wurde.
Am 5. Dezember 1917 kam es zu einer Militärrevolte in Lissabon. Hauptmann Sidónio Pais stürzte die Regierung und übernahm mit einer Militärjunta die Macht. Afonso Costa wurde auf der Flucht verhaftet, das Parlament aufgelöst, Präsident Machado musste ins französische Exil gehen.

## Diktatur des Sidónio Pais, „Neue Republik“

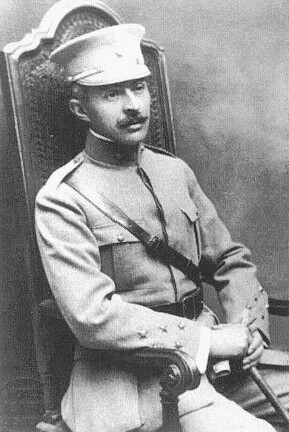
Der Diktator Sidónio Pais fiel 1918 einem Attentat zum Opfer

Pais rief die „Neue Republik“ aus, einen autoritären Staat mit starkem, vom Volk direkt gewähltem Präsidenten. Pais war ein charismatischer und populistischer Politiker, seine Neue Republik hatte starke Züge eines Ständestaates und nahm somit gewissermaßen bereits den Estado Novo und die Salazar-Jahre vorweg.
Am 28. April 1918 ließ Pais ein Referendum durchführen, durch das er zum Präsidenten gewählt wurde. Damit war er der erste Präsident des Landes, der direkt vom Volk gewählt wurde. Gleichzeitig wurden Parlamentswahlen durchgeführt. Die von Pais gegründete Partei, die Nationalrepublikanische Partei, gewann eine überwältigende Mehrheit. Die Monarchisten wurden zur zweitstärksten Kraft. Die drei republikanischen Parteien (Demokraten, Evolutionalisten und Unionisten) boykottierten allerdings die Wahl. Pais versuchte vorsichtig, die antiklerikale Politik der bisherigen Regierungen zu korrigieren, diplomatische Beziehungen zum Vatikan wurden wiederhergestellt. Allerdings konnte auch Pais seine Politik nicht gegen die Widerstände der Evolutionisten und Monarchisten durchsetzen. Im Oktober kam es in mehreren Städten zu Generalstreiks und Unruhen. Im Norden des Landes übernahm eine monarchistisch eingestellte Militärjunta unter Hauptmann Paiva Couceiro die Macht. Pais eilte nach Braga, um dort Verhandlungen mit den Monarchisten zu führen und so einen Bürgerkrieg zu verhindern. Als er nach Lissabon zurückkehrte, wurde er am 14. Dezember 1918 auf dem Bahnhof Rossio von einem Gewerkschaftsfunktionär und ehemaligen Frontkämpfer erschossen. Mit dem gewaltsamen Tode Pais’ brach die „Neue Republik“ schnell zusammen.

## Rückkehr zur Demokratie, Präsidentschaft de Almeida (O Glorioso Satanás)
Nach der Ermordung von Sidónio Pais trat das Parlament zusammen und wählte einen neuen Präsidenten. Da Pais keine Zeit gehabt hatte, seinem Land eine neue Verfassung zu geben, fand die Präsidentenwahl wieder nach der alten Verfassung des Jahres 1911 durch das Parlament statt. Nachfolger von Pais wurde Admiral João do Canto e Castro, ein Militär, der bereits während der Monarchie den Posten eines Gouverneurs von Mosambik bekleidet hatte. Do Canto e Castro war offener Anhänger der Monarchisten, trotzdem wurde er von der nördlichen Militärjunta nicht als Staatsoberhaupt anerkannt. Deren Führer, Paiva Couceiro, proklamierte am 19. Januar 1919 in Porto die sogenannte Monarchie des Nordens. Gleichzeitig wurde die Monarchie auch in Lissabon ausgerufen, im Gegensatz zu der Bewegung in Porto konnte der Aufstand der Monarchisten dort aber von der Regierung schnell unterdrückt werden. In Porto konnten sich die Monarchisten dagegen bis Ende Februar 1919 halten. Es kam zu von den Gewerkschaften gesteuerten Aufständen und Generalstreiks. Präsident do Canto e Castro erklärte wegen dieser Unruhen seinen Rücktritt (Juni 1919), konnte aber vom Parlament zunächst überzeugt werden, im Amt zu bleiben.
Die Unterzeichnung des Versailler Vertrages (28. Juni 1919) wurde für Portugal zu einer großen Enttäuschung. Obwohl das Land auf Seiten der Siegermächte mitgekämpft hatte, konnte es aus dem Frieden keine Vorteile ziehen, insbesondere nicht seine afrikanischen Besitzungen auf Kosten der ehemaligen deutschen Kolonien vergrößern (mit Ausnahme des kleinen Kionga-Dreiecks, das Portugiesisch-Ostafrika angegliedert wurde). Das benachbarte Spanien, das im Krieg neutral geblieben war, konnte dagegen aus dem Friedensvertrag einige Vorteile verbuchen. Dies führte zu Verbitterung und weiteren Protesten, auch gegen die Demokratische Partei, da deren Führer Afonso Costa der Leiter der portugiesischen Delegation bei den Versailler Verhandlungen war.
Im September wurde ein neuer Gewerkschaftsverband, die Allgemeine Gewerkschaftsföderation (CGT – Confederação Geral do Trabalho) gegründet, mit zum Teil anarchischen Tendenzen, die bald große Macht im Staat erobern konnte. Die Kommunistische Partei gründete sich (PCP – Partido Comunista Português) und gab ihre eigene Zeitung, die „Rote Fahne“ (A Bandeira Vermelha) heraus. Evolutionisten und Unionisten vereinigten sich zur Republikanischen Liberalen Partei.
Im Oktober 1919 trat do Canto e Castro dann schließlich doch zurück, António José de Almeida, der während des Ersten Weltkrieges die „Regierung der geheiligten Einheit“ geführt hatte, wurde zu seinem Nachfolger gewählt. Er sollte der einzige Präsident der ersten Republik sein, dem es gelang, eine volle Amtsperiode zu beenden.
Die sogenannten Integristen, also die Anhänger der Monarchie, versuchten vergeblich, sich als Partei zu konstituieren. Ein Teil der Integristen wandte sich enttäuscht von dem im Exil weilenden König Emanuel II. ab, da dieser ihrer Meinung nach die monarchistische Junta in Porto nicht genügend unterstützt hatte. So kam es zu einer Spaltung innerhalb der integristischen Bewegung und dadurch zu einer Schwächung der Monarchisten.
Die Republik versank derweilen im politischen Chaos. Während der vier Jahre der Präsidentschaft de Almeida sah das Land 17 verschiedene Regierungen mit 14 verschiedenen Ministerpräsidenten, darunter 1921 auch kurzzeitig Expräsident Machado, der nach der Ermordung des Sidónio Pais aus dem Exil zurückgekehrt war (2. bis 21. März). Ein Aufstand der Republikanischen Nationalgarde beendete die kurze Regierung Machado.
Am 19. Oktober 1921 erreichte die Unruhe neue Ausmaße, als Truppen der Republikanischen Nationalgarde und Marineeinheiten sich in Lissabon zusammenrotteten, um die Regierung des Ministerpräsidenten António Granjo zu stürzen. Anlass waren Pläne Granjos, einen seiner Vorgänger, den Hauptmann Liberato Pinto, der die Unterstützung der Nationalgarde genoss, wegen Korruption gerichtlich zu verfolgen. Der Aufstand führte zu einer Welle von Unruhe und Gewalt in der Hauptstadt, bewaffnete Banden brachen in die Häuser vieler führender Politiker ein. Ministerpräsident Granjo wurde ermordet. Diese Ereignisse gingen als „Lissabonner Blutnacht“ (A Noite Sangrenta) in die portugiesische Geschichte ein.
1923 endete die Amtszeit des Präsidenten de Almeida, Manuel Teixeira Gomes wurde zu seinem Nachfolger gewählt.

## Teixeira Gomes
Die Präsidentschaftswahlen von 1923 zeigten ein uneiniges Parlament, Teixeira Gomes wurde erst im dritten Wahlgang gewählt, sein wichtigster Gegenkandidat war Expräsident Machado.
Auch die zwei Jahre der Präsidentschaft Teixeira Gomes waren von Instabilität gekennzeichnet. Sieben Regierungen wechselten sich während seiner Präsidentschaft ab. Besonders seit dem Fall der Regierung Alfredo Rodrigues Gaspar am 22. November 1924 befand sich die erste Republik in einer Dauerkrise, aus der sie sich bis zu ihrem Ende nicht mehr befreien sollte. Im April 1925 versuchten Teile der Armee unter Sinel de Cordes zu putschen, der Putschversuch konnte aber noch einmal von Seiten der Regierung bekämpft werden.
Präsident Teixeira fühlte, dass die Republikaner von Tag zu Tag schwächer wurden, gleichzeitig wurden die Meinungsverschiedenheiten im republikanischen Lager jeden Tag größer. Da die Verfassung dem Präsidenten nicht die Machtmittel gab, sich gegen diese Entwicklung zu stellen, resignierte er schließlich und trat am 11. Dezember 1925 zurück. Einige Tage nach seinem Rücktritt verließ er Portugal, er sollte das Land bis zu seinem Tode 1941 nicht mehr betreten.

## Zweite Präsidentschaft Machados, Ende der Republik
Nach dem Rücktritt Teixeiras wurde Bernardino Machado zum zweiten Mal zum Präsidenten der Republik gewählt. Er konnte die Republik jedoch nicht mehr retten. Die Parteienlandschaft zersplitterte immer weiter: José Domingos dos Santos verließ mit seinen Anhängern die Demokratische Partei und gründete die Republikanische Partei der Demokratischen Linken. Auch auf der rechten Seite des Parteienspektrums kam es zu weiteren Brüchen. Die Nationalistische Partei schloss Cunha Leal aus, der die Liberalrepublikanische Union gründete.
Der letzte Akt der Republik begann am 28. Mai 1926. An diesem Tag sprach sich General Gomes da Costa bei einem Truppenbesuch in Braga gegen die Republik aus, das Fanal zum Aufstand. Militäreinheiten im ganzen Land unterstützten den General. General Gama Ochôa und General Fragoso Carmona schlossen sich dem Aufstand an, die Städte Mafra und Évora, in denen die beiden Generäle stationiert waren, sagten sich so von der Regierung los. Nur in Lissabon und Porto gab es noch Truppen, die die Regierung unterstützten. In Porto wurden die Truppen von General Sousa Dias befehligt, der auf Seiten der Republikanischen Regierung stand, seine Unteroffiziere machten dem General aber schnell deutlich, dass auch sie den Putsch von Gomes da Costa unterstützten, so dass er auf seine Truppen beim Versuch, den Putsch niederzuschlagen, nicht zählen konnte. Die Regierung versuchte, loyale Truppen in den Norden des Landes zu verlegen und scheiterte damit, da streikende Bahnarbeiter den Truppentransport verhinderten. Zwei Tage später war die Republik am Ende. Präsident Machado löste das Parlament auf und übergab die Regierungsgewalt an Hauptmann Mendes Cabeçadas, in der Hoffnung, dieser würde es noch einmal schaffen, die Republik zu retten. Am 31. Mai 1926 trat Machado schließlich zurück, ernannte Mendes Cabeçadas zu seinem Nachfolger und verließ fluchtartig das Land.
Mendes Cabeçadas traf sich in Coimbra mit Gomes da Costa. Als Ergebnis dieses Treffens wurde eine Militärjunta gegründet, der Mendes Cabeçadas, Gomes da Costa und General Ochôa angehörten. Mendes Cabeçada wurde Staatsoberhaupt und Regierungschef, die wirkliche Macht lag aber bei Gomes da Costa, der als Kriegsminister de facto Oberbefehlshaber der Armee wurde. In die neue Regierung Mendes Cabeçadas wurde auch zum ersten Mal der katholische Wirtschaftswissenschaftler António de Oliveira Salazar zum Finanzminister berufen, der später eine herausragende Rolle spielen sollte.
Die neue Militärjunta, in der mit Mendes Cabeçada ein Anhänger der Republik und mit Gomes da Costa ein Gegner derselben vereinigt war, hielt nur eine Woche. Am 6. Juni 1926 marschierte General Gomes da Costa mit seinen Truppen in Lissabon ein. Mendes Cabeçada weigerte sich, die Lissabonner Bevölkerung zu bewaffnen, da er ein Blutbad und die Zerstörung großer Teile der Stadt befürchtete. So hatte das republikanische Lager den Truppen von Gomes da Costa nichts entgegenzusetzen. Am 17. Juni 1926 löste Gomes da Costa die Militärjunta auf, setzte Mendes Cabeçada als Präsidenten und Premierminister ab und übernahm selbst beide Posten. Zwei Tage später ging Mendes Cabeçada ins Exil. Salazar gehörte der neuen Regierung nicht mehr an und zog sich nach Coimbra zurück. Die Verfassung wurde jetzt auch offiziell suspendiert, die Kommunistische Partei verboten.
Damit war die erste portugiesische Republik beendet. Es folgte eine Militärdiktatur, die graduell in einen autoritären, von einigen Historikern auch faschistisch genannten Ständestaat, den Estado Novo, mündete. Erst 1974 (vgl. Nelkenrevolution) sollte Portugal zur Demokratie zurückkehren.

## Belege
1. ↑  Richard Herr: What Was Meant by a Republic in 1910. In: Richard Herr und António Costa Pinto (Hrsg.): The Portuguese Republic at One Hundred. 1. Auflage. University of California, Berkeley 2012, ISBN 978-0-9819336-2-7, S. 25–36.
2. ↑  zu den Verhandlungen siehe hier
3. ↑  Die Portugiesen im Ersten Weltkrieg
4. ↑  Auf dem portugiesischen Militärfriedhof von Richebourg ruhen 1.831 Soldaten. Die meisten Portugiesen starben in der Schlacht an der Lys im April 1918. Der Friedhof wurde zum Symbol des Einsatzes Portugals auf dem europäischen Kriegsschauplatz des Ersten Weltkriegs.